# John Winthrop Hackett Junior
Sir John Winthrop Hackett (* 5. November 1910 in Perth; † 9. September 1997) war ein britischer Offizier, Schriftsteller und Universitätsleiter.

## Ausbildung
Hackett wurde als Sohn des ursprünglich aus Tipperary stammenden australischen Politikers John Winthrop Hackett in Perth geboren. Nach seiner Schulausbildung ging er nach Großbritannien. Dort studierte er zunächst Malerei am Central Saint Martins College of Art and Design in London und anschließend Klassische Altertumswissenschaft am New College der University of Oxford.

## Militärische Karriere bis zum Ende des Zweiten Weltkriegs
Nach Abschluss des Studiums trat Hackett 1933 in die britische Armee ein, wo er den 8th King's Royal Irish Hussars angehörte.
1936 wurde er zunächst nach Palästina  geschickt. Von 1937 bis 1941 gehörte er der Trans-Jordan Frontier Force an. Insgesamt wurde er bis 1941 dreimal im Kriegsbericht erwähnt.
Während seiner Teilnahme am Syrisch-Libanesischen Feldzug wurde Hackett verwundet und mit dem Military Cross ausgezeichnet.
Während des Afrikafeldzugs erlitt Hackett schwere Verbrennungen, als sein Panzer vom Typ M3 Stuart beim Kampf um das Flugfeld von Sidi Rezegh abgeschossen wurde. Für diesen Einsatz wurde er mit dem Distinguished Service Order ausgezeichnet. Anschließend war er im Britischen Hauptquartier in Kairo eingesetzt, wo er maßgeblich an der Gründung verschiedener Spezialeinheiten beteiligt war, darunter der Long Range Desert Group und des Special Air Service.
1943 wurde Hackett das Kommando über die 4. britische Fallschirmjägerbrigade übertragen. Es folgten Einsätze in Italien und im Herbst 1944 während der Operation Market Garden bei Arnheim. Nach einer weiteren schweren Verwundung geriet er in deutsche Gefangenschaft und wurde in ein Krankenhaus eingeliefert. Mit Hilfe der holländischen Widerstandsbewegung konnte er jedoch entkommen und wurde mehrere Monate in Ede versteckt gehalten. Für seinen Einsatz bei Arnheim wurde er zum zweiten Mal mit dem Distinguished Service Order ausgezeichnet.

## Nach dem Zweiten Weltkrieg
1947 kehrte Hackett nach Palästina zurück, wo er das Kommando über die Trans-Jordan Frontier Force übernahm, die jedoch aufgrund des britischen Rückzugs aus der Region bald aufgelöst wurde.
1954 wurde er zunächst Kommandeur der 20th Armoured Brigade.  Zwei Jahre später, nach einer Beförderung zum Generalmajor, wurde ihm der Befehl über die 7. Panzerdivision übertragen. 1958 übernahm er das Kommando über das Royal Military College of Science in Shrivenham. 1961 wurde Hackett zum Generalleutnant befördert und wurde kommandierender General der Britischen Armee in Nordirland. 1963 wurde er stellvertretender Generalstabschef. Zwei Jahre später übernahm er das Kommando über die Britische Rheinarmee sowie die Northern Army Group der NATO.
1968 schrieb Hackett einen Leserbrief an die Times, der am 6. Februar erschien und in dem sich Hackett kritisch über die seiner Meinung nach unzureichende Stärke der konventionellen NATO-Streitkräfte in Europa (speziell der britischen) sowie über die unterschätzte Bedrohung durch den Warschauer Pakt äußerte. Da er dies als britischer Offizier nicht hätte tun dürfen, unterschrieb er den Brief offiziell als NATO-Offizier. Der Brief führte zu heftigen Kontroversen in der britischen Öffentlichkeit und letztendlich zu Hacketts Pensionierung.

## Zivilleben
Nach seinem Rückzug ins Zivilleben war Hackett von 1968 bis 1975 Prinzipal am King’s College London.
Hackett verfasste zahlreiche Bücher über militärische Themen. Sein bekanntestes Werk ist das 1978 erschienene Buch Der Dritte Weltkrieg: Hauptschauplatz Deutschland (Originaltitel: The Third World War: August 1985). Darin beschreibt Hackett rückblickend einen fiktiven Angriff von Truppen des Warschauer Pakts auf Westeuropa im Jahre 1985, der nach einem begrenzten Atomkrieg mit einem Sieg der NATO-Truppen endet. Das Vorwort zur deutschen Ausgabe schrieb der deutsche General Johann Adolf Graf von Kielmansegg.

## Werke
- The Profession Of Arms. 1963, ISBN 0-02-547120-1.
- I Was A Stranger. 1978, ISBN 0-395-27087-1.
- The Third World War. 1978, ISBN 0-425-04477-7.
- Third World War: Lecture. 1979, ISBN 0-85287-132-5.
- The Third World War: The Untold Story. 1982, ISBN 0-283-98863-0.
- Warfare In the Ancient World. 1989, ISBN 0-283-99591-2.